# Свердловина корозійна
Свердловина корозійна (рос. скважина коррозионная; англ. corrosive well; нім. Korrosionsonde f) — свердловина, в якій тривалість неперервної (без підняття) роботи свердловинного устаткування (труб, насосів, штанг і т. д.) значно нижча (на 30-40 % і більше) терміну служби такого ж устаткування в подібних за характеристикою нормальних свердловинах, і причиною цього є діяння корозійного середовища (вміст у продукції сірководню або інших агресивних речовин). Корозія проявляється в зменшенні терміну служби устаткування, служить причиною витікання рідини через муфтові з'єднання, обривання труб, штанг тощо.